# Clubiona paranghinlalakirta
Clubiona paranghinlalakirta là một loài nhện trong họ Clubionidae.
Loài này thuộc chi Clubiona. Clubiona paranghinlalakirta được Alberto Barrion & James A. Litsinger miêu tả năm 1995.